# 나가타초
나가타초(일본어: 永田町)는 도쿄도 지요다구 남단에 있는 지역의 이름이다. 국회의사당, 국립국회도서관, 수상 관저, 중의원 의장 및 참의원 의장 공관, 자유민주당 본부, 입헌민주당 본부, 구 사회민주당 본부, 히에 신사(日枝神社) 등이 있으며, 일본 국정의 중심지역이기도 하다.

## 개요
나가타초의 지명은, 에도 시대 초기에 나가타(永田)성을 가진 사람의 저택이 늘어서 있어 이 일대를 '나가타 바바'(永田馬場)라고 불렸던 것이 그 유래이다. 그 이후, 에도 성에 가까운 이유로 크고 작은 다이묘들의 저택이 들어서게 되었다. 에도 말기의 다이묘 이이 나오스케(井伊 直弼)의 저택도 이곳에 있었으며, 2000년 3월, 구 수상관저 개축공사 당시에, 구 무라카미 번(村上藩) 나이토(内藤)가의 저택지가 발견된 바 있다.
메이지 시대에는 구 육군성 등이 들어서며, 당시 '나가타초'라 하면 육군참모본부를 가리키는 말로 통용되었다. 1923년 간토 대지진 이후 현재의 가스미가세키 지구의 구획 재편이 시행될 당시, 육군성 자리에는 도립 히비야 고교(당시의 부립 1중학교)가 이전해왔다.
1936년 국회의사당이 완성됨과 동시에 나가타초는 일본 정치의 중심지역이 되며, '나가타초의 거물'(永田町の大物), '나가타초에 격진'(永田町に激震) 등의 표현에서처럼, 어느새 '나가타초'는 일본 정계의 대명사 역할을 하게 되었다.

## 교통

### 지하철
- 아카사카미쓰케 역 (긴자 선, 마루노우치 선)
- 국회의사당앞역 (지요다 선, 마루노우치 선)
- 나가타초 역 (한조몬 선, 난보쿠 선, 유라쿠초 선)
- 다메이케산노 역 (긴자 선, 난보쿠 선)

## 갤러리

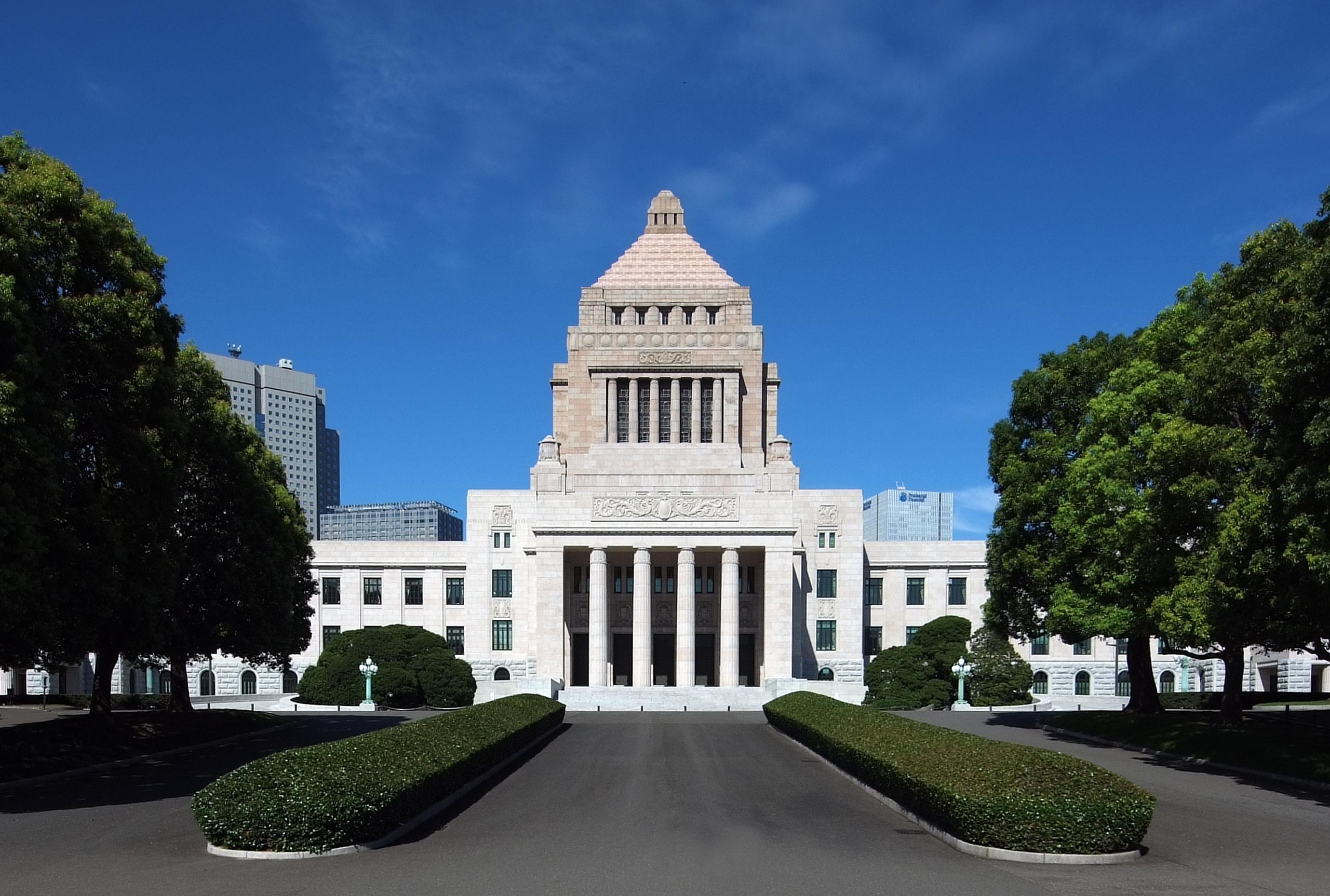
국회의사당
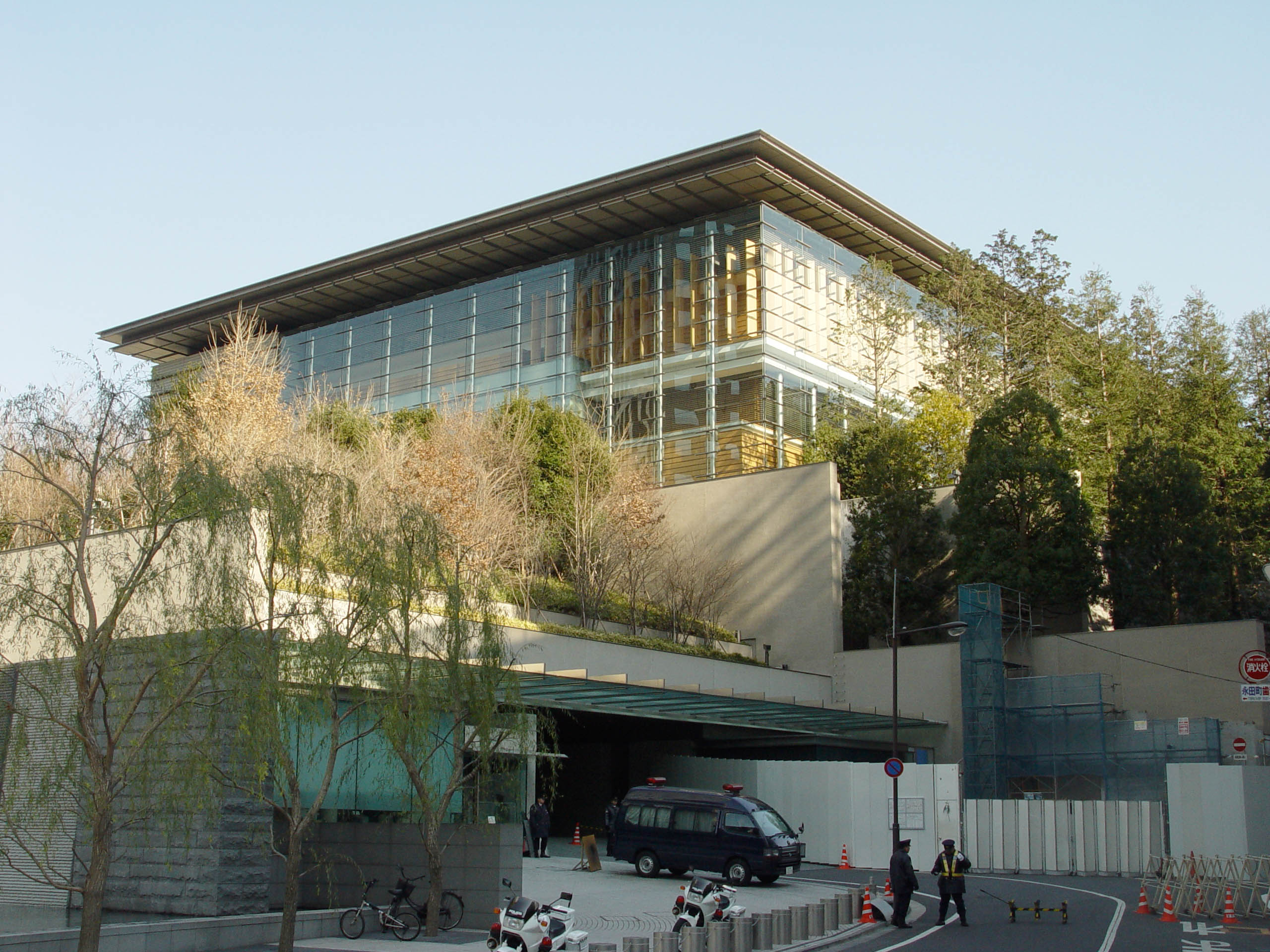
수상 관저
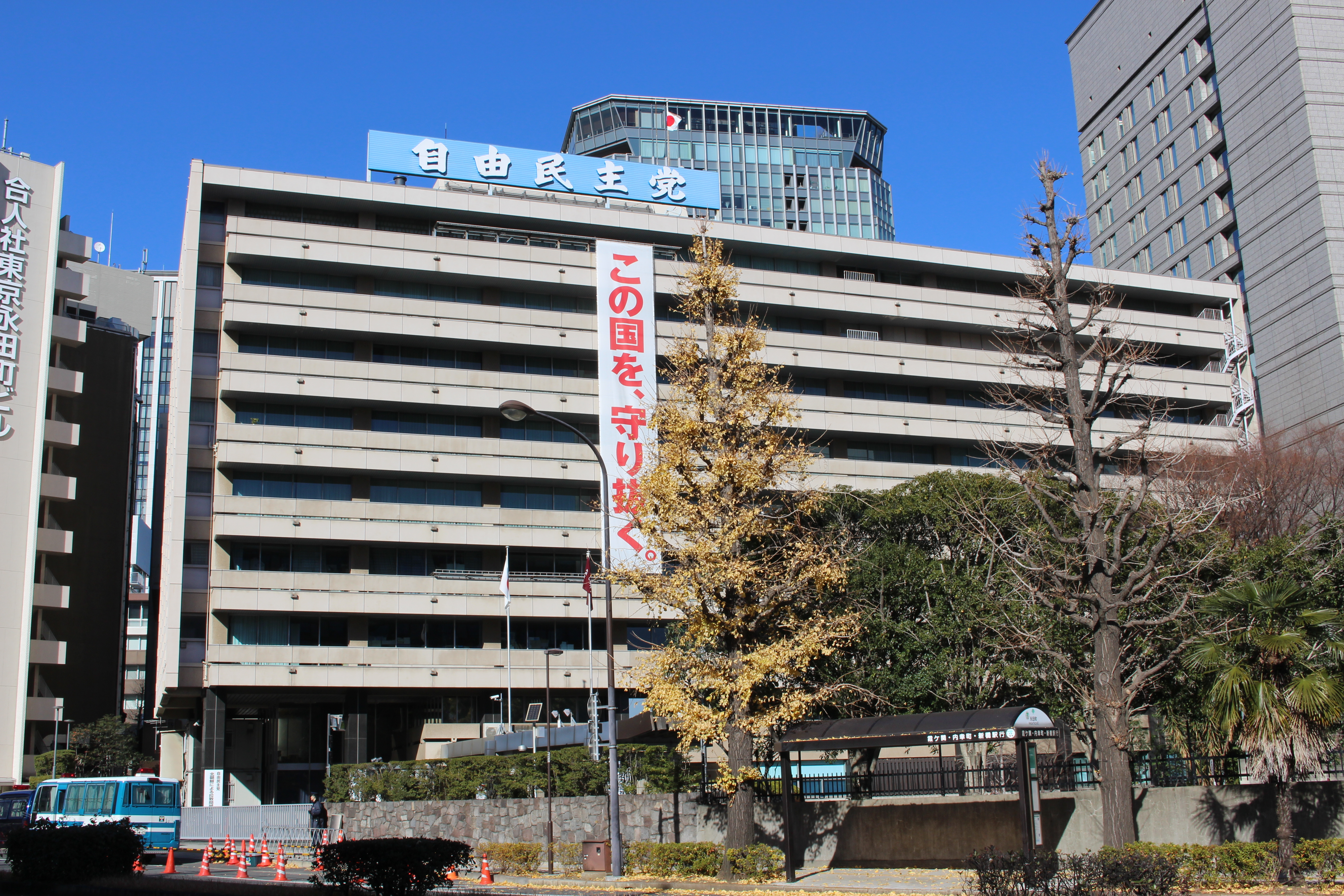
자유민주당 본부
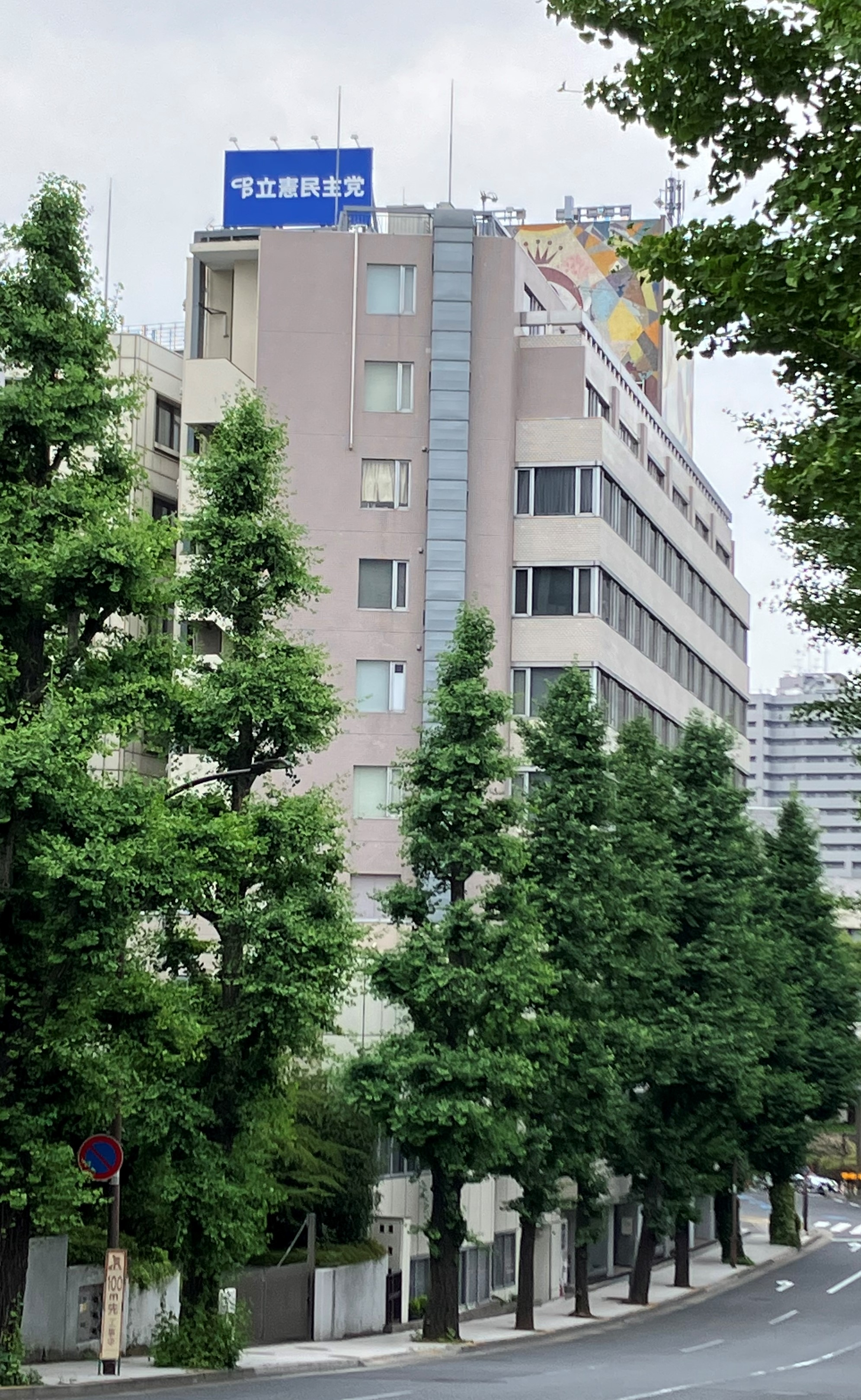
입헌민주당 본부
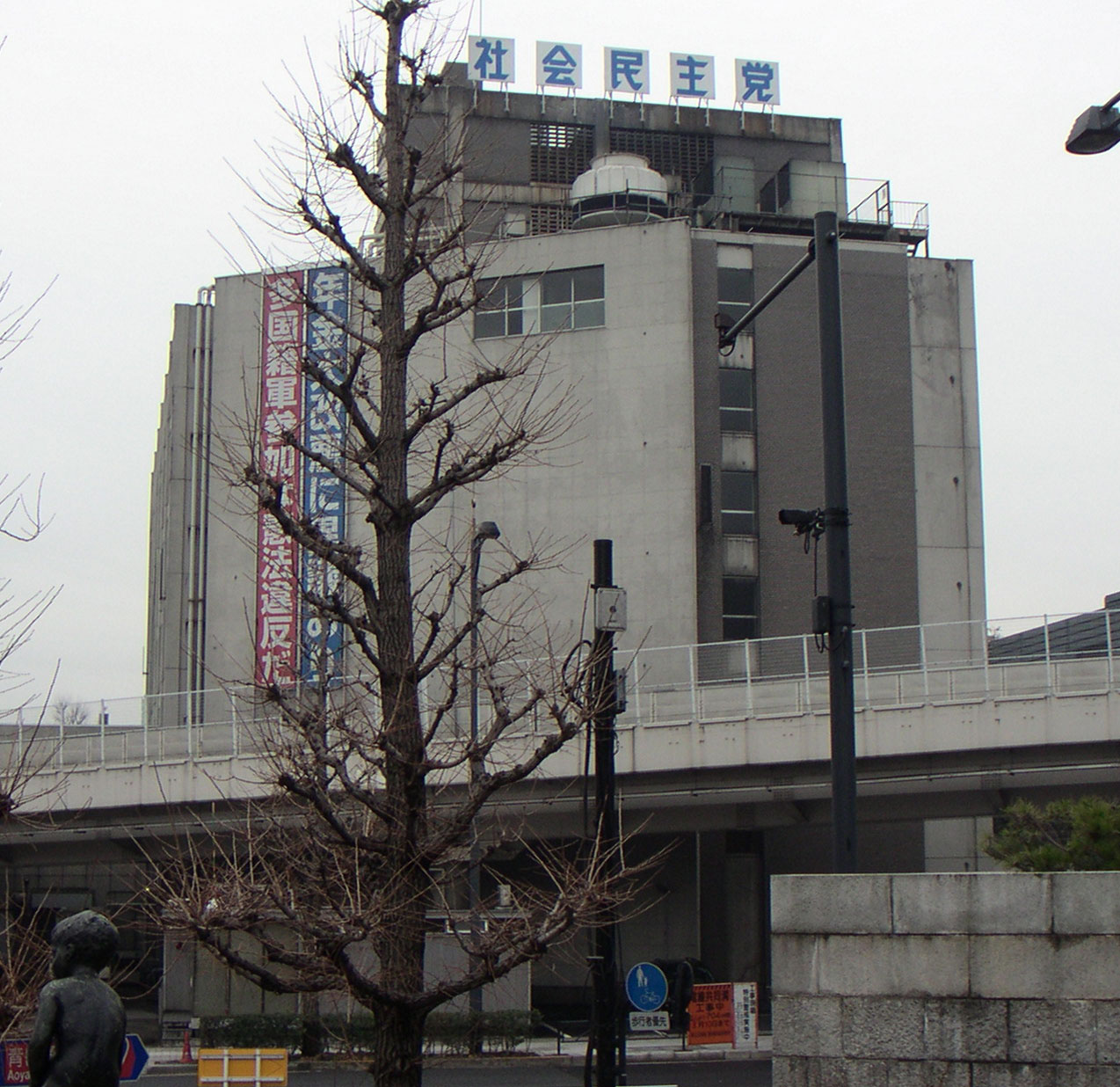
구 사회민주당 본부